# ビルイェル (スウェーデン王)

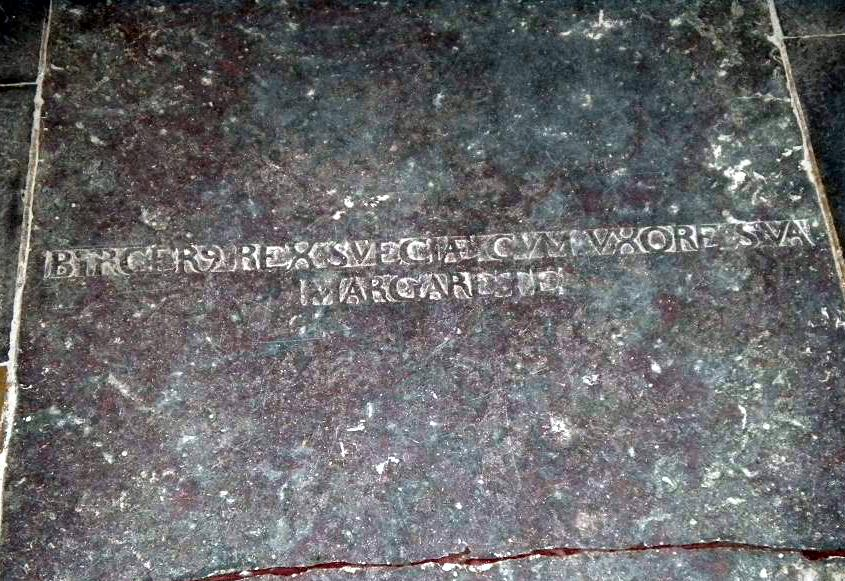
ビルイェルおよび妃マルタの墓石（リングステズ）

ビルイェル・マグヌソン（スウェーデン語：Birger Magnusson, 1280年 - 1321年5月31日）は、スウェーデン王（在位：1290年 - 1318年）。

## 生涯
ビルイェルはスウェーデン王マグヌス3世とヘルヴィヒ・フォン・ホルシュタインの息子である。4歳でスウェーデン王となったが、これは後継者を確保するために父マグヌス3世が行ったものであった。1275年、父マグヌスは兄ヴァルデマール1世に対して反乱を起こし、王位から追放した。マグヌス3世は死去する前に、王国の大臣（Riksmarsk）であった親族のトルケル・クヌッソンに、息子ビルイェルの後見人となるよう命じた。1302年、ビルイェルはデンマーク王エーリク5世の娘マルタと結婚した後、セーデルシェーピングで戴冠した。
父マグヌス3世が死去した時、ビルイェルはわずか10歳で、このときトルケル・クヌッソンがスウェーデンで最も影響力を持つ人物であった。1293年、トルケル・クヌッソンはスウェーデンを勝利に導き、カレリア西部の一部を獲得した。この遠征は、伝統的に第3回スウェーデン十字軍と呼ばれている。トルケル・クヌッソンがフィンランドにおける十字軍の指揮から戻ったとき、兄弟の間で確執が生まれていたが、トルケル・クヌッソンはビルイェルを支持した。
ビルイェルは、1280年の特権の解釈をめぐってスウェーデン国教会内で対立していた時に成年に達した。その特権は、父マグヌス3世が行った王位簒奪に対する教会の支援の代償であった。ビルイェルの弟セーデルマンランド公エリク・マグヌソンおよびフィンランド公ヴァルデマール・マグヌソンは、この対立に乗じた。エリクはノルウェー王女インゲビョルグとの結婚により受け取ったブーヒュースレーンと、スウェーデン、ノルウェー、デンマークの国境にあるハッランドの周辺に独立した王国をつくろうとした。内戦が勃発したが、1306年までに、エリクがビルイェルの息子マグヌス・ビルイェルソンを王位継承者として認めるまでに落ち着いた。ヴァルデマールの義父であったトルケル・クヌッソンは、ビルイェルとその弟たちとの和解の証として1306年に処刑された。同年、「ホトゥナレーケン（Håtunaleken）」として知られる出来事において、ビルイェルはウップランドのホトゥナの王領において弟に捕らえられ、ニュヒェーピング城に幽閉された。
1308年、エリクとヴァルデマールはデンマーク王からビルイェルを釈放するよう強いられたが、ビルイェルは屈辱的な形で釈放された。ビルイェルは自由になったとき、デンマークにおいて援助を求め、争いが新たに起こった。ビルイェルは名目上は王のままであったが、王領を放棄し、東ウップランド、ネルケ、弟エリクの領地であったセーデルマンランド公領、エステルイェートランド、ゴットランドおよびヴィボー城と交換しなければならなかった。
1312年、エリクはノルウェー王ホーコン5世の娘インゲビョルグとオスロにおいて結婚した。同時に、エリクの弟ヴァルデマールもノルウェー王エイリーク2世の娘インゲビョルグと結婚した。
エリクはまた、ノルウェーから北ハッランドとブーヒュースレーンを保持し、イェータ川を中心とする王国をつくりあげていた。しかし、1317年にビルイェルはニュヒェーピングの晩餐会（Nyköpings gästabud）においてエリクらを捕らえ、エリクらは死に至った。『エリクの年代記（Erikskrönikan）』によると、エリクらはニュヒェーピング城の地下室で餓死したという。
ビルイェルは1318年にエリクらの支持者によって追放され、最終的に王家の公文書を携え義兄デンマーク王エーリク6世のもとに亡命した。ビルイェルの18歳の息子マグヌスは同年にビルイェルを救うためデンマーク軍と共に到着したが、セーデルシェーピングにおいてクヌート・ポルセ率いる軍に敗北し、事実上対立は終止符を打たれた。ビルイェルは最初にゴットランドに逃亡したが、要衝であるステゲボリ城を守るため息子マグヌスを残した。マグヌスはそこで捕らえられ、1320年にストックホルムで処刑された。弟エリクは前年に死去しており、ビルイェルは翌1321年にデンマークで死去した。1319年に、エリクの3歳の息子でノルウェー王位に就いていたマグヌス7世が、母インゲビョルグの短期間の摂政政治の後に、すでにスウェーデン王マグヌス4世として迎えられていた。

## 子女
- マグヌス・ビルイェルソン（1300年 - 1320年）
- エリク・ビルイェルソン
- アグネス・ビルイェルスドッテル
- カタリーナ・ビルイェルスドッテル